# 1000 (szám)
Az 1000 (ezer) a 999 és 1001 között található természetes szám. Mivel osztható számjegyeinek összegével, így Harshad-szám. Az első 57 természetes szám Euler-függvény-értékeinek az összege. Normálalakja 1·103. A 10 köbe. Két különböző szám valódiosztó-összegeként áll elő, ezek az 1324 és az 1994. Praktikus szám. Huszonnégyszögszám.

## A szám a matematikában
- Egy jelet elneveztek róla: ‰ (ezrelék).

## Egyéb területeken
- Moby egyik kislemezének címe Thousand („Ezer”).

## A szám a csillagászatban
- 1000 Piazzia kisbolygó

## A szám a kultúrában
- A daru a kínai mitológiában a fényesség ősprincípiumával, a yang-gal áll kapcsolatban. A daru a tűz és a fém szubsztanciájával táplálkozik, ezért 7. életévében ún. „kisebb változások” mennek végbe rajta, 16. évében pedig „nagyobb változások”. A változások majd csak a 160. életévében fejeződnek be, ekkor a daru teste fehér lesz és tiszta, kiáltása felhatol az égbe. Különösen hosszúéletűnek tartják. A fehér daru ezeréves korában kékké változik, és újabb ezer év múltán feketévé.
- Åland himnusza magyar fordításban így hangzik:

1. Ezer sziget és ezer szikla országa,
Te, aki a tenger hullámainak méhéből születtél,
Åland, mi Ålandunk, Te vagy az otthonunk,
Benned teljesül minden vágyunk.

## 1000-es számjelek

1000-es rovásjel